# Minoa (bướm đêm)
Minoa là một chi bướm đêm thuộc họ Geometridae.

## Hình ảnh

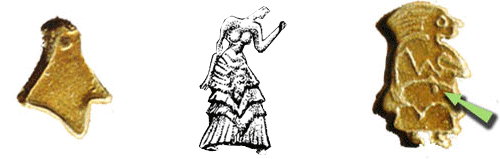

## Các loài
- Minoa amylaria
- Minoa aterrima
- Minoa cinerearia
- Minoa cyparissaria
- Minoa euphorbiata
- Minoa euthecta (Turner, 1904)
- Minoa fuscata
- Minoa italicata
- Minoa lactearia
- Minoa limburgia
- Minoa lutea
- Minoa monochroaria
- Minoa murinata (Scopoli, 1763)
- Minoa opistholeuca
- Minoa sordiata
- Minoa unicolorata